# Dolmen de Saint-Pierre-Lopérec
Le dolmen de Saint-Pierre-Lopérec est un dolmen situé à Locmariaquer dans le Morbihan, en France.

## Caractéristiques
Le dolmen est situé au milieu d'une prairie  du nord-ouest de Saint-Pierre-Lopérec, un hameau de la commune de Locmariaquer, non loin de la pointe Er Vil et à moins de cent mètres de la côte de la rivière de Saint-Philibert. Seule la chambre funéraire subsiste : quadrangulaire, elle mesure 3 m de long sur 2,1 m de large. Les deux tables de couverture reposent sur neuf orthostates. Le couloir d'accès, au sud, a disparu.

## Historique
Le dolmen a probablement été érigé au Néolithique, entre 5 800 et 6 300 ans ; il a été réoccupé entre 4 800 et 4 200 ans
Le dolmen de Saint-Pierre-Lopérec et les vestiges de son tumulus sont inscrits au titre des monuments historiques le 24 juillet 2023. Depuis 2025, il forme un site des mégalithes de Carnac et des rives du Morbihan, bien inscrit au patrimoine mondial.